# فريدة (اسم)
فريدة هو اسم علم شخص مؤنث عربي وهو تأنيث لإسم فريد، معنى اسمها أي المثالية وألتي لا تشبهها أحد، وهو وصف أيضاً للجوهرة الثمينة.

## الشخصيات
- فريدة ملكة مصر القرينة
- فريدة بلغول سياسية وروائية فرنسية جزائرية
- فريدة سيف النصر ممثلة مصرية
- فريدة شتين ممثلة تركية
- فريدة فهمي ممثلة وراقصة مصرية
- فريدة عثمان سباحة مصرية أمريكية
- فريدة محمد علي مغنية عراقية
- فريدة العبيدي سياسية تونسية
- فريدة النقاش صحفية مصرية
- فريدة الجريدي ممثلة ومذيعة مصرية
- فريدة بليزيد مخرجة وكاتبة مغربية
- فريدا بينتو ممثلة هندية أمريكية
- فريدة تشيشك أوغلو روائية تركية
- فريدة جلال ممثلة ومذيعة هندية
- فريدة حلفة ممثلة ومخرجة فرنسية
- فريدا كاهلو رسامة مكسيكية